# 鱷魚淚
《鱷魚淚》（英語：Crocodile Tears）是香港麗的電視時裝電視劇，全劇共89集，潘志文、張瑪莉、林嘉華等領銜主演，麥當雄監製。同名主題曲《鱷魚淚》，由袁麗嫦主唱，黃霑作曲及填詞，曾入選香港電台1978年度十大中文金曲。

## 概要
鱷魚眼淚是指鱷魚在進食時，會一邊進食一邊流著眼淚。因為鱷魚生長在大海，喝進了不少海水，積蓄了許多鹽分，在眼眶中有專門處理鹽分的器官，把多餘的鹽分濃縮起來。鱷魚的腎臟已退化，它要排泄出體內多餘的鹽分，得靠特殊的排泄腺，其排出管正好分佈在眼睛四周，於是在進食時借道眼睛，像淚珠似的流出來。本劇選名為「鱷魚淚」，來自英語的諺語，其實就是指主角傷害人以後，在夜半回首時流下眼淚。
當時無綫電視翡翠台在晚上九時多播放綜藝節目《歡樂今宵》。由於觀眾中有不少人不喜愛綜藝節目，當時麗的電視針對無綫這個弱點，在麗的一台推出本劇來針對《歡樂今宵》未能吸納的觀眾，結果效果良好。接下來麗的電視推出《變色龍》等作品，迫得無綫不得不在《歡樂今宵》加插戲劇成份的環節。
當時潘志文在香港電台電視部工作，而林嘉華當時是現役香港警察，拍攝《少年警訊》而廣為人知。麗的電視成功邀請二人過檔出演本劇，二人自此成為麗的電視當紅小生。

## 故事
大專畢業的年青記者呂文駿（潘志文飾），家中老父呂淦（張瑛飾）經營酒樓，阿姨朱金鳳（黃莎莉飾）則是前社團人士，呂文駿抱有理想，憑著才智和正直，在工作上嶄露頭角。在感情上，由於物質條件比下去，愛人離他而去。而文駿發覺自己的一腔理想，在成績為本的資本主義社會裏處處碰壁，無論多賣力，結果却落得被出版社投閒置散的下場。在這個黑暗時期，文駿苦思，決定要改變自己，發誓要雙倍取回失去的。
文駿與富商黃德（王偉飾）合作開報館，用計迫黃德退股，黃德亦同時成功追到呂文駿之妹呂文琪（馬敏兒飾），令呂文琪不顧家人反對與之結婚，後來分手。呂文駿亦在與鄒淑娟（蔡瓊輝飾）結婚後又與名媛孟嫣紅（陳曼娜飾）發生關係向上爬等等。文駿利慾薰心，不擇手段，扶搖直上，終於事業有成，走進上流社會。直到夜深回首，卻流下了鱷魚淚。後來，由於呂文駿投資失敗，地位一落千丈，被法庭宣佈破產，最後被呂家酒樓前員工，與呂家有深仇的大傻（韓義生飾）在法院外行刺而死。

## 演員
- 潘志文　飾　呂文駿
- 張瑪莉　飾　蕭愛蓮
- 林嘉華　飾　呂文釗
- 馬敏兒　飾　呂文琪
- 張　瑛　飾　呂　淦
- 黃莎莉　飾　朱金鳳
- 吳　回　飾　盧　成
- 許英秀　飾　梁　耀
- 蔡瓊輝　飾　鄒淑娟
- 袁麗嫦　飾　謝曉君
- 良　鳴　飾　謝曉君父
- 陳振華　飾　伍浩然
- 周麗娟　飾　茱　莉
- 熊德誠　飾　趙天恩
- 唐若菁　飾　趙天恩母
- 王　偉　飾　黃　德
- 邵音音　飾　金　萍
- 陳曼娜　飾　孟嫣紅
- 張國榮　飾　Johnny
- 毛悠明　飾　許小曼
- 梁漢威　飾　盛佐才
- 林錦棠　飾　陸志楓
- 陳有后　飾　歐爵士
- 林偉祺　飾　沈東岳
- 柳影虹　飾　沈東岳秘書
- 梁舜燕　飾　上官夫人
- 阮惠熊　飾　羅拔張
- 張　清　飾　焦全勝
- 董　驃　飾　趙維光
- 陸柱石　飾　關世雄
- 葉德嫻　飾　鄒淑儀（大B）
- 陳植槐　飾　陳沙展
- 韓義生　飾　大　傻
- 許淑嫻　飾　有　姐
- 伍永森　飾　李劍青
- 蕭山仁　飾　李　南
- 文千歲　飾　陳伯強（車行太子）
- 洪國華　飾　仙　娜
- 甘　山　飾　羅　超
- 高　雄　飾　阿　洪
- 蕭若元　飾　蕭大狀（客串）
- 鄭君綿　飾    六叔
- 譚一清　飾    李大文
- 司馬華龍　飾    楊兆基
- 陳麗雲　飾    Susie

## 軼事
張瑛飾演呂淦一角原打算由吳楚帆飾演，因為吳楚帆覺得拍電視劇太辛苦，所以最終辭演。